# ジャガト・シング (アンベール王)
ジャガト・シング（Jagat Singh, 生年不詳 - 1818年11月21日）は、北インドのラージャスターン地方、アンベール王国及びジャイプル藩王国の君主（在位：1803年 - 1818年）。

## 生涯
アンベール王国の君主プラタープ・シングの息子として、ジャイプルで誕生した。
1803年8月、父王プラタープ・シングが死亡したことにより、王位を継承した。
1818年4月2日、第三次マラーター戦争のさなか、ジャガト・シングは イギリスと軍事保護条約を締結した。これにより、アンベール王国はイギリスに従属するジャイプル藩王国となった。
同年11月21日、ジャガト・シングはジャイプルで死亡した。